# Власть тьмы
«Власть тьмы» — пьеса Льва Николаевича Толстого.

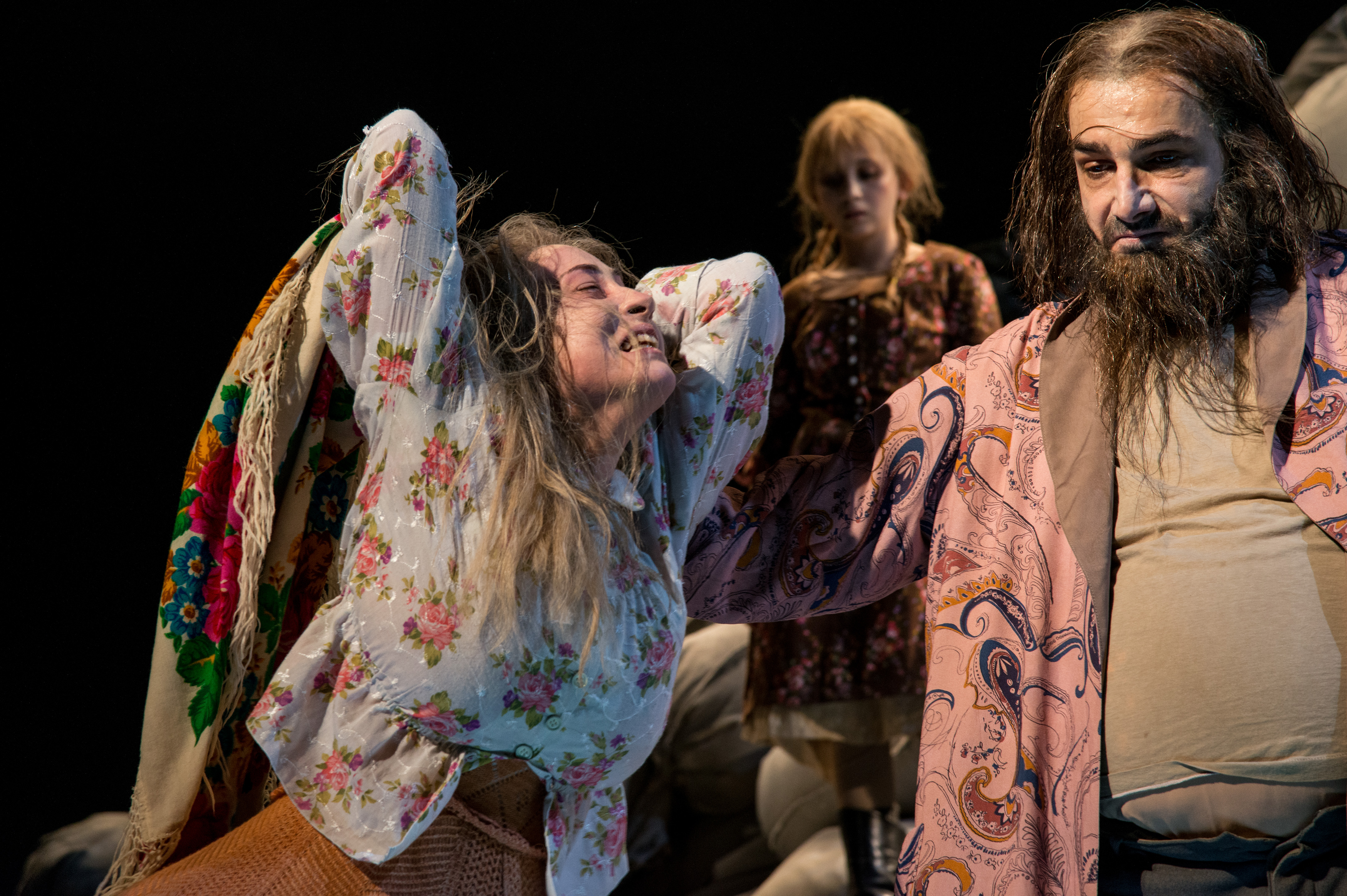

## История создания
Первоначальное название пьесы, ставшее потом её подзаголовком: «Коготок увяз, всей птичке пропасть». Написана в 1886 году. Впервые опубликована издательством «Посредник» в 1887 году.
Драма в пяти действиях. Сочинена в 1886: начата в конце октября — 25 ноября сдана в набор. В основу «Власти тьмы» положено уголовное дело крестьянина Тульской губернии Ефрема Колоскова, которого Толстой посетил в тюрьме. Впоследствии Толстой рассказывал: «Фабула „Власти тьмы“ почти целиком взята мною из подлинного уголовного дела, рассматривавшегося в Тульском окружном суде… В деле этом имелось именно такое же, как приведено и во „Власти тьмы“, убийство ребёнка, прижитого от падчерицы, причём виновник убийства точно так же каялся всенародно на свадьбе этой падчерицы» (т. 26, с. 706).. Толстой хотел, чтобы драма была поставлена в Москве в народном театре М. В. Лентовского «Скоморох». Но уже в конце декабря 1886 актриса петербургского Александринского театра М. Г. Савина попросила у Толстого эту пьесу для своего бенефиса (для своих бенефисов актёры императорских театров могли сами выбирать пьесу для постановки, хотя обычно этим занимался исключительно репертуарный комитет). Толстой ответил согласием. Но все договоры оказались напрасными — пьеса была запрещена цензорским комитетом.
Тогда друзья Толстого В. Г. Чертков и А. А. Стахович организовали чтение «Власти тьмы» в известных частных домах, придворных кругах, чтобы популяризировать драму и добиться отмены её цензурного запрета. Многие деятели культуры: И. Е. Репин, В. В. Стасов, Г. И. Успенский, В. Г. Короленко, В. М. Гаршин, В. И. Немирович-Данченко — высоко оценили пьесу Толстого и добивались её разрешения для театра. А. А. Стахович читал пьесу у министра императорского двора и уделов в присутствии Александра III. Пьеса царю понравилась, он сам пожелал быть на генеральной репетиции. В феврале — марте 1887 г. в Александринском театре шла подготовка к спектаклю.

Уже были распределены роли, уже театр готовился к генеральной репетиции… Однако начальник Главного управления по делам печати Е. М. Феоктистов сдаваться не собирался: он 
послал пьесу обер-прокурору Синода К. П. Победоносцеву. Прочитав пьесу, Победоносцев писал Александру III: «Я только что прочёл новую драму Л. Толстого и не могу прийти в себя от ужаса. А меня уверяют, будто бы готовятся давать её на императорских театрах и уже разучивают роли… Какое отсутствие, больше того, отрицание идеала, какое унижение нравственного чувства, какое оскорбление вкуса… День, в который драма Толстого будет представлена на императорских театрах, будет днём решительного падения нашей сцены») (письма К. П. Победоносцева к Александру III, т. 2. М., 1926, с. 130—132). И подготовленный спектакль был запрещён.
До 1895 была запрещена к постановке в России. Однако 11 января 1890 года поставлена на домашней сцене в семье Приселковых в Петербурге силами любителей под руководством актёра Александринского театра В. Н. Давыдова. Зрителями собрались выдающиеся деятели культуры времени: актёры Александринского театра (которым так и не удалось сыграть на сцене свои уже подготовленные роли), литераторы, художники. К этому времени пьеса уже шла на зарубежных подмостках: в 1888 году она была показана в Свободном театре А. Антуана в Париже, в 1890-м — в Свободном театре О. Брама в Берлине; ставилась в театрах Италии, Швейцарии, Голландии.
Известен шуточный стишок В. А. Гиляровского по поводу этой пьесы:
В России две напасти:
Внизу — власть тьмы,
А наверху — тьма власти.

## Действующие лица
- Пётр, мужик богатый, 42 лет, женат 2-м браком, болезненный.
- Анисья, его жена, 32 лет, щеголиха.
- Акулина, дочь Петра от первого брака, 16 лет, крепка на ухо, дурковатая.
- Анютка, вторая дочь, 10 лет.
- Никита, их работник, 25 лет, щёголь.
- Аким, отец Никиты, 50 лет, мужик невзрачный, богобоязненный.
- Матрёна, его жена, 50 лет.
- Марина, девка-сирота, 22 лет.
- Митрич, старик-работник.
- Кума Анисьи.
- Сват.

## Сюжет
На севере живут Пётр, его жена Анисья и их дочери Акулина (16 лет) и Анютка (10 лет). У них есть работник — Никита. А у Никиты есть родители: отец Аким и мать Матрёна. Анисья признаётся Матрёне в любви к её сыну Никите и хочет как можно скорее избавиться от надоевшего ей мужа. Анисья травит Петра порошком, который ей дала бабка Матрёна. Пётр умирает, и Анисья выходит замуж за Никиту. А к Анисье нанимается в работники старик Митрич. Никита разлюбил Анисью и спит с Акулиной. Акулина рожает от него ребёнка, который не нужен никому из них, Анисья и Матрёна подговаривают Никиту задушить и похоронить его. Анютка догадывается, что происходит за стенкой, и ей очень жалко ребёнка. И лишь Митрич кое-как пытается успокоить девочку. Никиту мучают угрызения совести, и он решает покаяться во всех своих грехах на Акулининой свадьбе. Его связывают мужики и уводят.

## Постановки
После снятия запрета в 1895 г. пьеса в том же году была поставлена:
- 16 октября 1895 г. — в театре Литературно-художественного общества (Петербургский Малый театр); режиссёр Евтихий Карпов, худ. Орест Аллегри, И. Суворин; Матрёна — Пелагея Стрепетова, Акулина — Никитина, Анисья — Зинаида Холмская, Анютка — Мария Домашева, Аким — Михаил Михайлов (Н. Ф. Дмоховский), Никита — Иван Судьбинин, Пётр — Марковский, Марина — Анна Пасхалова, Митрич — Пётр Красовский);

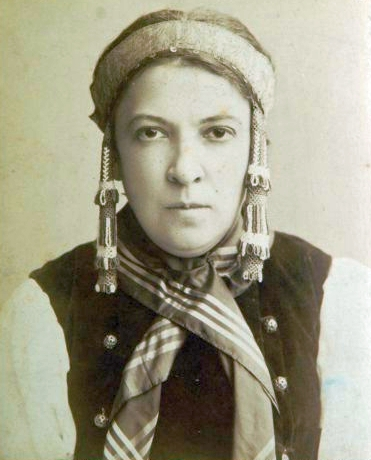
Мария Савина в роли Акулины в спектакле «Власть тьмы» на сцене Александринского театра. 1895 г.

- 18 октября 1895 г. в Александринском театре (в бенефис Надежды Васильевой, исполнившей роль Анисьи; Акулина — Марья Савина, Матрёна — Варвара Стрельская, Аким — Владимир Давыдов, Митрич — Константин Варламов, Никита — Николай Сазонов, Пётр — Осокин; декорации по эскизам Матвей Шишкова). В 1908 году пьеса была возобновлена в Александринском театре (с Екатериной Корчагиной-Александровской в роли Матрёны)
- 19 октября 1895 г. в Московском театре Корша (в бенефис Кондрата Яковлева, исполнявшего роль Никиты; Матрёна — Серебрякова, Акулина — Бронислава Кошева, Анисья — Журавлева, Анютка — Бауэр, Митрич — Греков);
- 26 октября в театре «Скоморох» (у Михаила Лентовского);
- 29 ноября 1895 г. в Московском Малом театре в бенефис Надежды Никулиной, исполнявшей роль Анисьи; реж. Сергей Черневский, художник Карл Вальц; Матрёна — Ольга Садовская, Акулина — Варвара Музиль-Рыжова, Марина — Кошкарова, Анютка — Егорова, Аким — Владимир Макшеев, Митрич — Николай Музиль, Никита — Иван Рыжов, Пётр — Пров Садовский.

О самой первой постановке пьесы в театре Литературно-художественного общества (Петербургском Малом) вспоминал Пётр Гнедич в своих воспоминаниях: 

Спасла дело «Власть тьмы». Она была запрещена цензурой. Когда я неожиданно стал надоедать с ней начальнику по делам печати Феоктистову, он морщился, карёжился и кисло мне замечал:

— Что вы пристали к этой мерзости? Охота вам!

Наконец, по идее старшего драматического цензора Литвинова — кстати сказать, очень милого и благожелательного человека — Суворин набрал и отпечатал издание «Власти тьмы» с пропуском всего того, что считал Феоктистов нецензурным. Таким образом его прижали к стене: им самим было одобрено к сцене всё остальное. У нас закипела работа. Закипела она и в Александрийском театре, где пьесу Толстого решили тоже ставить и где вся обстановка была приготовлена ещё пять лет назад. Но Феоктистов вдруг одумался. Он снова прислал запрещение — и наши репетиции прекратились.

В один прекрасный день в афишах было объявлено, что пьеса все-таки идёт в бенефис Васильевой 18 октября в Александрийском театре. Суворин хитро посмотрел через очки и решил:

— А у нас пойдёт двумя днями раньше: 16-го.

Когда Феоктистов увидел «Власть тьмы» на репертуаре вопреки его запрещению, он кинулся к телефону, соединился с Всеволожским и с пеной у рта спросил:

— Кто позволил поставить на репетицию «Власть тьмы»?
Всеволожский радостно всхлипнул и отвечал с почтением, как и подобает истому царедворцу:

— Государь император.

Феоктистов повесил трубку и вскоре ушёл со службы.
Надо сказать правду, в Малом театре «Власть тьмы» шла куда лучше, чем в Александрийском. Карпов хорошо умел ставить именно такие пьесы. Да и труппа подобралась подходящая. Никита — Судьбинин был превосходен, куда лучше Николая Сазонова, игравшего мелкого апраксинца, а не мужика; Михайлов, конечно, по таланту значительно уступал Давыдову, но по внешности его Аким куда был лучше Давыдовского, уж чрезмерно раздобревшего. Варламов (Митрич) был много слабее Красовского; нечего и говорить насколько Стрепетова была лучше Стрельской в роли Матрёны. Стрепетову специально на эту роль и пригласили в наш театр. Ездил и приглашал я, и мы условились по сто рублей за выход. Одна Савина—Акулина была бесконечно выше молодой и хорошенькой Никитиной. Савина не пожалела себя и вышла не ряженой крестьянкой, как прочие исполнительницы «Власти», а опалённой солнцем глухой дурой, — да Трефилова — будущая танцовщица — была очень мила в роли Анютки.
Если бы Суворин был опытный антрепренёр, он бы открыл абонементную запись на «Власть тьмы» и давал её пять раз в неделю.

А между тем «Власть тьмы» дана была до нового года в течение двух с половиною месяцев — всего двадцать один раз. В большом перерыве представлений был виноват Михайлов, который внезапно запил. Он был спившийся помещик из обруселых немцев. Первые восемь представлений дали восемь аншлагов. Полный сбор театра был около 1450 рублей. 
Последующие постановки:
- 5 ноября 1902 — МХТ (реж. Константин Станиславский, худ. Виктор Симов; Митрич — Станиславский и Иоасаф Тихомиров, Матрёна — Александра Помялова, Акулина — Николаева, Анисья — Надежда Бутова, Марина — Мария Алексеева, Марфа — Вера Грибунина, Анютка — Софья Халютина, Аким — Александр Артем, Никита — Владимир Грибунин, Пётр — Серафим Судьбинин);
- 31 августа 1908 — в Общедоступном театре при Народном доме графини Паниной в Петербурге (позднее — Передвижной театр под руководством Павла Гайдебурова и Надежды Скарской; реж. Павел Гайдебуров, он же исполнитель роли Никиты);
- 18 апреля 1903 — Петербургский Михайловский театр (реж. Евтихий Карпов, исполнители — актёры Александринского, Петербургского Малого и других театров: Савина, Стрепетова, Елизавета Левкеева, Холмская, Домашева, Давыдов, Каширин, Яковлев и другие).

Помимо Москвы и Петербурга, «Власть тьмы» широко ставили и провинциальные театры: Нижегородский Собольщикова-Самарина (1898), Харьковский театр Синельникова (1896), Саратовский театр, антреприза Бородая (1898), Полтавский театр (1901), Киевский театр «Соловцов» (1907, реж. Марджанов).
- 4 декабря 1956 — Малый театр. Режиссёр Борис Равенских, художник Волков; Анисья — Ольга Чуваева, Акулина — Элла Далматова, Марина — Юлия Бурыгина, Анютка — Клавдия Блохина, Аким — Игорь Ильинский, Никита — Виталий Доронин, Матрёна — Елена Шатрова, Митрич — Михаил Жаров, Пётр — Борис Горбатов, Анисья — Вера Орлова, муж Марины — Александр Грузинский, Сват — Сергей Чернышев).

Актриса Елена Митрофановна Шатрова рассказывает о том, как ставилась и репетировалась эта постановка, в мемуарной книге «Жизнь моя — театр». Москва, 1975:
Опоздав на два часа, Равенских извинения не просит. Хмурый, недовольный собой и нами, быстрым шагом направляется он к своему месту. Остановился у стола, брезгливо оглядел его, стал пыль сдувать. Ждём. Знаем, пока пыль не сдует — за стол не сядет. Ещё сильнее, чем пыль, Борис Иванович ненавидит сентиментальность.

Ольга Михайловна Хорькова, прелестная Полинька в «Доходном месте», забавная Марья Антоновна в «Ревизоре», отличная артистка, репетировала Анисью. С первого акта она начала плакать, заливая горючими слезами текст роли. Равенских просил её не плакать, сердился, требовал от актрисы сдержанности. Хорькова плакала. Равенских снял её с роли и назначил на роль Анисьи О. А. Чуваеву — молодую актрису, едва закончившую Щепкинское училище.

Роль Акима была поручена И. В. Ильинскому и А. И. Сашину-Никольскому. Вначале репетировал Сашин-Никольский. Репетировал с присущей ему мягкостью, одухотворённостью и… болезненностью. Равенских хотел, чтобы Аким выглядел нравственно и физически здоровым, чтобы свет души его светил ровно, ярко. Сашин-Никольский этим требованиям не удовлетворял: маленький, тщедушный, с огромными печальными глазами, он вызывал жалость. Силы в нём не было. Равенских освободил Сашина-Никольского от роли Акима. Репетировал и играл её один Ильинский. Время показало, насколько прав был Равенских, отдав Акима Ильинскому. Но в пору репетиций иногда казалось, что все эти замены, конфликты развалят ещё не завершённый спектакль.

Каждый актёр при любом, самом даровитом постановщике всё-таки тоже режиссёр своей роли. … «Власть тьмы» — победу света над тьмой — мы играем уже около двадцати лет. Премьера была в 1956 году. Но билеты на «Власть тьмы» достать так же трудно, как и в премьерные дни.

- около 1970 - Театр имени Якуба Коласа (Витебск) на белорусском языке под названием «Улада цемры».
- 2006 — Большой драматический театр. Режиссёр Темур Чхеидзе, художник Э. С. Кочергин, композитор Николай Морозов.
- 2007 — Малый театр. Режиссёр Юрий Соломин, художник А. К. Глазунов.
- 2016 — Минусинский колледж культуры и искусства. Режиссёр В. Т. Аторкина
- 2017 — Калининградский областной драматический театр. Режиссёр Михаил Салес[3].
- 2022 --- ТГУ им. Г.Р.Державина. Режиссёр К.Ю.Карчевский.

## Экранизации
- 1909 — Власть тьмы Российская империя (реж. П. И. Чардынин; фильм не сохранился). В роли Никиты — Пётр Чардынин
- 1915 — Власть тьмы Российская империя (реж. П. И. Чардынин; фильм не сохранился). В роли Никиты — Иван Мозжухин
- 1918 — Власть тьмы Россия (реж. Чеслав Сабинский, фильм не сохранился)
- 1918 — Власть тьмы / Die Macht der Finsternis, Германия, режиссёр  Артур Веллин[нем.]. в ролях: Александр Моисси
- 1924 — Власть тьмы[англ.] / Die Macht der Finsternis, Германия, режиссёр Конрад Вине[нем.]
- 1978 — Власть тьмы — СССР, телеспектакль актёров Малого театра. Режиссёры Феликс Глямшин, Борис Равенских
- 1980 — Власть тьмы / El poder de las tinieblas, Испания, эпиизод телесериала «Студия 1». Режиссёр Франсиско Абад.